# Денілсон да Кошта
Денілсон да Кошта (7 березня 1998) — мозамбіцький плавець. Учасник Чемпіонату світу з водних видів спорту 2017, де в попередніх запливах на дистанції 50 метрів батерфляєм посів 62-ге місце і не потрапив до півфіналів.